# Pietà (Filippo Lippi, Milão)
A Pietà (O Cristo Morto Chorado por Nicodemos e Dois Anjos) é uma têmpera de 1437-1439 sobre pintura de painel de Filippo Lippi, atualmente no Museu Poldi Pezzoli em Milão.
Provavelmente fazia parte de um pequeno retábulo para devoção privada e se baseia no baixo relevo do estilo de escultura de Donatello. Teoriza-se que a obra foi a pintura que Giorgio Vasari menciona como Lippi produziu para Cosme de Médici, como um presente para o Papa Eugênio IV, que então vivia em Florença.

## Temática
Uma Pietà [pjeˈta] (italiano para Piedade) é um tema da arte cristã em que é representada a Virgem Maria com o corpo morto de Jesus nos braços, após a crucificação.